# Almond (Nowy Jork)
Almond – miasto w Stanach Zjednoczonych, w stanie Nowy Jork, w hrabstwie Allegany.